# Roger Chinaud
Roger Chinaud, né le 6 septembre 1934 à Paris, est un homme politique français.

## Biographie
Roger Chinaud est le fils d'Henri Chinaud, directeur adjoint de ministère et de Marcelle Zorninger.
Publiciste, il est une figure marquante du giscardisme entre 1970 et 1981.

## Ouvrage publié
- Roger Chinaud, De Giscard à Sarkozy : dans les coulisses de la Ve, Paris, L'Archipel, 12 novembre 2009, 333 p. (ISBN 978-2809802290).

## Détail des fonctions et des mandats

### Fonctions politiques
- 1968 : secrétaire politique de la Fédération nationale des républicains indépendants
- 1974 : secrétaire général de la Fédération nationale des républicains indépendants
- mars 1975 : vice-président de la Fédération nationale des républicains indépendants
- 1982 : membre du bureau exécutif du Parti républicain
- 1998 : membre du conseil politique de Démocratie libérale

### Mandats locaux
- 1983 - 1995 : maire du 18e arrondissement de Paris
- 1983 - 1986 : conseiller régional d'Île-de-France

### Mandats parlementaires
- 11 mars 1973 - 22 mai 1981 : député de la 25e circonscription de Paris
  - mars 1973 - 22 mai 1981 : président du groupe UDF
- 24 juillet 1984 - 3 avril 1989 : député européen
- 28 septembre 1986 - 1er octobre 1995 : sénateur de Paris

### Autre fonction
- 1992 - 1995 : vice-président du Sénat